# Hemithea wuka
Hemithea wuka är en fjärilsart som beskrevs av Arnold Pagenstecher 1886. Hemithea wuka ingår i släktet Hemithea och familjen mätare. Inga underarter finns listade i Catalogue of Life.